# قورباغه زهرآگین راه‌راه‌زرد
قورباغه زهرآگین راه‌راه‌زرد (Dendrobates truncatus) گونه‌ای از قورباغه‌های خانواده قورباغگان زهرآگین و بومی کلمبیا است. زیستگاه‌های طبیعی آن جنگل‌های خشک نیمه‌گرمسیری یا گرمسیری، جنگل‌های جلگه‌ای نمناک نیمه‌گرمسیری یا گرمسیری، جنگل‌های کوهستانی نمناک نیمه‌گرمسیری یا گرمسیری، باتلاق‌های آب شیرین متناوب و کلان‌کشت‌ها است.